# 粉背溲疏
粉背溲疏（学名：Deutzia hypoglauca），为虎耳草科下的一个植物变种。